# Urs Sonderegger
Urs „Ursinho” Sonderegger (ur. 28 kwietnia 1964 roku w Glarus) – szwajcarski kierowca wyścigowy.

## Kariera
Sonderegger rozpoczął karierę w wyścigach samochodowych w 2007 roku od startów w SEAT Leon Supercopa Germany oraz w SEAT Leon Supercopa Spain. W obu seriach nie zdobywał jednak punktów. W późniejszych latach Szwajcar pojawiał się także w stawce SEAT Leon Eurocup, World Touring Car Championship oraz European Touring Car Cup.
W World Touring Car Championship Szwajcar wystartował w sześciu wyścigach sezonu 2011 z niemiecką ekipą Wiechers-Sport. W obu wyścigach w Belgii uplasował się na piętnastej pozycji, co było jego najlepszym wynikiem w mistrzostwach.